# 忍ぶ糸
「忍ぶ糸」（しのぶいと）は1973年7月7日に公開された日本映画。製作は東宝映画と俳優座。
配給は東宝。カラー。上映時間は168分。
原作は北泉優子の小説『忍ぶ糸　伊賀の女の物語』（1971年、三笠書房）。撮影も原作の舞台となった三重県、伊賀市上野で60日もの間、行われた。

## スタッフ
- 製作：藤本真澄、千田是也、東野英治郎
- 企画：馬場和夫
- 原作：北泉優子
- 脚本：松山善三、増田憲義
- 音楽：佐藤勝
- 撮影：原一民
- 美術：村木忍
- 録音：渡会伸
- 照明：石井長四郎
- 編集：小川信夫
- チーフ助監督：橋本幸治
- プロデューサー：佐藤正之、椎野英之
- 監督：出目昌伸

## キャスト
- 滝本千賀：栗原小巻
- 増住洋三：加藤剛
- 亜木子：真野響子
- 海渡たけの：渡辺美佐子
- 藤波良作：河原崎長一郎
- 滝本七郎：成瀬昌彦
- 滝本菊：川上夏代
- 滝本保：山野辺敦
- 滝本光子：高橋久美江
- 増住大二郎：松本克平
- 増住静子：大塚道子
- 藤波多加：中村たつ
- 三沢潤：中野誠也
- 杉田二郎：小林尚臣
- 杉田志乃：野中マリ
- 猪木慶山：中谷一郎
- 信介：上田忠好
- 星野：佐伯赫哉
- 咲枝：川口敦子
- 材木店店主：稲葉義男
- 小沢栄太郎

## 受賞歴
- 日本映画テレビ照明協会技術賞
- 照明協会技術賞